# バンテージ
バンテージ (vantage) は、日本たばこ産業（JT）から製造・販売されていた日本のたばこの銘柄の一つ。元々アメリカの製品でR.J.レイノルズ・タバコ・カンパニーが輸入・販売を行っていた。その後JTがRJRの海外事業を買収し、ドイツ製になった。2005年5月1日よりJT製品に加わり、全国販売から沖縄県限定発売となっていた。
2006年から日本国内での生産に切り替わるとともに、フィルターの材質が変更された。以前はエアロダイナミックフィルター（エクスクルーシブ・チャコール・フィルターとも呼ばれる）という、チャコールフィルターの上に、硬めで特殊な形状のフィルターを付けたフィルターを使用していたが、アルファやピース・インフィニティと同じCVDチャコールフィルター（プレーンフィルター部に蛇腹に加工されたフィルターが巻かれている。ピース・インフィニティはAFTチャコールフィルターと呼んでいるが基本的な構造は同じ）が用いられていた。2010年1月で販売を終了。